# Jan Behrendt
Jan Behrendt (Ilmenau, República Democràtica Alemanya, 29 de novembre de 1967) és un corredor de luge alemany, ja retirat, que destacà a la dècada del 1990.
Especialista de la prova masculina de parelles va participar, als 20 anys i en representació de la RDA, en els Jocs Olímpics d'Hivern de 1988 realitzats a Calgary (Canadà), on aconseguí la medalla de plata en la prova de parelles masculines juntament amb Stefan Krausse, que es convertiria en la seva parella. En els Jocs Olímpics d'Hivern de 1992 realitzats a Albertville (França), i ja en representació de l'Alemanya unificada, aconseguí guanyar la medalla d'or. En els Jocs Olímpics d'Hivern de 1994 realitzats a Lillehammer (Noruega) aconseguiren guanyar la medalla de bronze i en els Jocs Olímpics d'Hivern de 1998 realitzats a Nagano (Japó) aconseguiren novament la medalla d'or.
Al llarg de la seva carrera aconseguí onze medalles en el Campionat del Món de luge, incloent set medalles d'or (4 en la modalitat de parelles masculines i tres en la modalitat de parelles mixtes). En el Campionat d'Europa de luge aconseguí guanyar cinc medalles, entre elles tres ors (dues en la modalitat de parelles masculines i una altra en la modalitat de parelles mixtes).
Guanyà la Copa del Món de l'especialitat en tres ocasions: 1993/1994, 1994/1995 i 1995/1996.